# 新藤悦子
新藤 悦子（しんどう えつこ、1961年12月26日 - ）は、日本の児童文学作家、ノンフィクション作家、ファンタジー小説家。
豊橋ふるさと大使（2003年2月より）。

## 略歴
1961年、愛知県豊橋市に生まれる。愛知県立豊橋南高等学校を経て、津田塾大学学芸学部国際関係学科を卒業。
在学中から中近東に関心を持ち、トルコ、エジプトを旅行。1985年から1986年にかけてトルコ、イランを遊学する。トルコのカッパドキア地方ギョレメ村にて、現地の女性の手ほどきを得て絨毯を織り上げる。この時の体験をもとに綴った初の書き下ろし『エツコとハリメ 二人で織ったトルコ絨毯の物語』（情報センター出版局）で作家デビュー。
1987年、ソビエト連邦領中央アジアからトルコへと遊牧民の軌跡を追い、『羊飼いの口笛が聴こえる 遊牧民の世界』として出版。以降、若手のノンフィクションライターとして著作を重ねる。
2005年5月、『青いチューリップ』が第38回日本児童文学者協会新人賞受賞。
2006年5月、1996年に日本ヴォーグ社より刊行した絵本『空とぶじゅうたん』が、『空とぶじゅうたん 1』『空とぶじゅうたん 2』としてブッキングより復刊。また2016年1月には『空とぶじゅうたん 1』『空とぶじゅうたん 2』が復刊ドットコムより再復刊された。

## 著書
- 『エツコとハリメ 二人で織ったトルコ絨毯の物語』(情報センター出版局） 1988年7月
- 『羊飼いの口笛が聴こえる 遊牧民の世界』(朝日新聞社） 1990年6月
- 『チャドルの下から見たホメイニの国』（新潮社） 1992年1月
- 『イスタンブールの目』（主婦の友社） 1994年4月
- 『トルコ風の旅』（東京書籍） 1996年5月
- 『空とぶじゅうたん』（こみねゆら挿絵、日本ヴォーグ社） 1996年11月 - 著者初のファンタジー絵本
- 『ギョレメ村でじゅうたんを織る - たくさんのふしぎ傑作集』（福音館書店） 1998年9月
- 『時をわたるキャラバン』（東京書籍） 1999年7月
- 『青いチューリップ』（講談社） 2004年11月
- 『青いチューリップ、永遠に』（講談社） 2007年10月
- 『月夜のチャトラパトラ』（講談社、文学の扉） 2009年11月
- 『ピンクのチビチョーク』（童心社） 2010年3月
- 『ロップのふしぎな髪かざり』（講談社） 2011年6月
- 『ヘンダワネのタネの物語』（ポプラ社） 2012年10月
- 『手作り小路のなかまたち』（講談社） 2014年5月
- 『イスタンブルで猫さがし』（ポプラ社） 2015年9月
- 『スプーンは知っている』（講談社） 2015年10月
- 『さばくのジン』（荒木郁代絵、福音館書店、こどものとも通巻732号） 2017年3月
- 『南方熊楠 森羅万象の探求者』（あかね書房）　2019年3月
- 『アリババの猫がきいている』（ポプラ社） 2020年2月
- 『いのちの木のあるところ』（福音館書店）　2022年6月
- 『トルコのゼーラおばあさん、メッカへ行く』（福音館書店）　2023年6月
- 『ラナと竜の方舟』（理論社） 2024年4月